# Land of Confusion
«Land of Confusion» (en castellano «Tierra de confusión») es una canción escrita e interpretada por Genesis para su álbum Invisible Touch de 1986. La canción es la tercera en el álbum y fue la tercera canción del mismo en convertirse en sencillo.
La música fue compuesta por todos los integrantes del grupo, mientras que la letra fue escrita por el guitarrista Mike Rutherford. Las letras enfatizan aún más el video promocional de la canción, tratando sobre la incertidumbre de la Guerra fría durante la década del '80, pero evoca una cierta esperanza en el futuro. La canción es recordada principalmente por su video, en el cual aparecían marionetas representando a los diferentes personajes, incluso a los mismos integrantes del grupo.
"Land of Confusion" fue interpretada en vivo en su gira "Invisible Touch Tour" (1986-1987) posterior a la publicación del álbum y en la gira de su próximo álbum "We Can't Dance Tour" (1992). Posteriormente fue vuelta a interpretar en la gira "Turn It On Again Tour" (2007), aunque se le bajó un tono para compensar el deterioro de la voz de Phil Collins con el paso de los años.
La canción tuvo un éxito muy notable en listas. Entre otros charts importantes, en el Billboard Hot 100 llegó al N.º 4, en el U.S. Billboard Mainstream Rock Tracks el N.º 11, en el UK Singles Chart el N.º 14 y en el Dutch Top 40 fue N.º 8.

## Video musical
La canción es ampliamente recordada por su video musical, el cual tuvo una gran difusión en la cadena MTV, y causó controversia por retratar al entonces presidente estadounidense Ronald Reagan física y mentalmente inepto. El video fue realizado con las mismas marionetas que se utilizaban en el programa de la televisión británica Spitting Image. Durante una transmisión de este programa, Phil Collins se vio retratado a sí mismo en una de las marionetas, e inmediatamente se puso en contacto con los creadores del show (Peter Fluck y Roger Law), para crear las marionetas de todos los integrantes de la banda, así como al resto de los personajes que aparecen en el video.
El video comienza con un Ronald Reagan caricaturizado (la voz era de Chris Barrie), Nancy Reagan, y un chimpancé (posiblemente como una parodia a la película de Reagan Bedtime for Bonzo), yéndose a la cama a las 16:30 (4:30PM). Reagan, con un oso de peluche, se duerme y comienza a tener una pesadilla, en la que se basa el resto del video.
Intermitentemente muestra unos pies con botas militares marchando por un pantano mientras juntan las cabezas de las figuras políticas de la Guerra Fría (una alusión a la película de terror Motel Hell). Luego, se muestran versiones caricaturizadas de los miembros del grupo tocando sus instrumentos en el escenario durante un concierto; Tony Banks en los sintetizadores, Mike Rutherford en la guitarra, y dos marionetas de Phil Collins: una en la batería y la otra cantando.
Durante el segundo verso, el video muestra a varios líderes mundiales dando discursos en grandes pantallas, frente a una multitud; entre los políticos se pueden ver a Mussolini, Ruhollah Jomeini, Mijaíl Gorbachov y sus asesores, y Muamar el Gadafi. Mientras tanto, se lo muestra a Reagan poniéndose un traje de Superman, corriendo torpemente, mientras Collins canta:
Oh Superman where are you now (Oh Superman dónde estás ahora?)

When everything's gone wrong somehow (Cuando todo ha salido mal)

The men of steel, the men of power (Los hombres de acero, hombres de poder)

Are losing control by the hour (Están perdiendo el control hora tras hora)

Durante el puente instrumental, unos dinosaurios lo obligan a Reagan a ver la televisión con las noticias, mostrando a la primera ministra británica Margaret Thatcher, al Papa Juan Pablo II, y a otras figuras de las noticias en sus diferentes actividades. Mientras tanto, el gorila de la introducción es mostrado arrojando un hueso al aire (en alusión a la película "2001: Odisea del Espacio").
Al caer el hueso, al comienzo del último verso, se convierte en un teléfono que Collins utiliza para informarle a la persona del otro lado que:
We won't be coming home tonight, (Esta noche no volveremos a casa)

My generation will put it right (Mi generación va a poner todo en orden)
Luego se ve una caricatura de Pete Townshend tocando en la guitarra su canción "My Generation" (Mi generación). A continuación se lo muestra a Reagan cabalgando en un Triceratops por las calles, vistiendo un atuendo de cowboy (una alusión al pasado de Reagan). Cuando el video se acerca a su clímax, hay escenas periódicas de un grupo de celebridades, incluyendo a Tina Turner, Michael Jackson, Madonna, y Hulk Hogan cantando al unísono el coro de la canción, en alusión a la canción "We Are The World" de Usa for Africa.
Al final del video, Reagan se despierta de su sueño. Intenta presionar un botón junto a la cama llamado "Enfermera", pero se equivoca y presiona el que estaba al lado, "Bomba nuclear". Reagan luego dice "Man, that's one heck of a nurse!" (¡Caray, esa es una enfermera alocada!). En cierta forma esto hace recordar a la serie televisiva "Far Out Space Nuts" cuando es presionado el botón "Launch" (lanzamiento) pensando que era el botón "Lunch" (almuerzo). Sobra decir que la pantalla utilizada por todos los dirigentes a lo largo del vídeo hace alusión a la utilizada por el gran hermano en la película "1984" o en el libro de George Orwell con el mismo nombre.
"Land of Confusion" también fue la canción utilizada en el último episodio de la serie policial de la década de 1980 "Miami Vice" (División Miami) donde Phil Collins periódicamente solía tener alguna actuación.

## Premios
El video, dirigido por John Lloyd/Jim Yukich y producido por Jon Blair, ganó el Grammy al "Mejor video musical" durante la entrega de 1988. También fue nominado a "Mejor video del año" por la cadena MTV en 1987, pero perdió frente al video "Sledgehammer" de Peter Gabriel (coincidentemente, quien fuera cantante de Génesis entre 1968 y 1975).
También obtuvo el primer puesto en "The Village Voice" de Robert Christgau, por los 10 mejores videos del año, y el número tres en el equivalente de "Pazz & Jop" (perdiendo nuevamente frente a "Sledgehammer").

## Lista de personas famosas que se ven en el vídeo
- Tony Banks
- Phil Collins
- Mike Rutherford
- Ronald Reagan
- Pete Townshend
- Nancy Reagan
- Jimmy Carter
- Margaret Thatcher
- Henry Kissinger
- Leopoldo Galtieri
- Robert Maxwell
- David Owen
- Richard Branson
- Carlos de Gales
- Benito Mussolini
- Ruhollah Jomeini
- Mijaíl Gorbachov
- Leonid Brézhnev
- Muamar el Gadafi
- Ed McMahon
- Johnny Carson
- Walter Cronkite
- Richard Nixon
- Leonard Nimoy
- Bob Hope
- Bob Hawke
- Sylvester Stallone
- Prince
- Grace Jones
- François Mitterrand
- Tina Turner
- Bruce Springsteen
- Bob Dylan
- David Bowie
- Mick Jagger
- Tammy Faye
- Thomas Gottschalk
- Helmut Kohl
- Erich Honecker
- Urho Kekkonen
- Alan Greenspan
- Frank Sinatra
- Roger Moore
- Woody Allen
- Malcolm McDowell
- Erik Estrada
- Clark Gable
- Richard Dreyfuss
- Rick Springfield
- Sophia Loren
- William Shatner
- Elvis Presley
- George Harrison
- Anthony Perkins
- Debbie Harry
- Farrah Fawcett
- Spiro Agnew
- John Mellencamp
- James Dean
- Kim Carnes
- John Ritter
- Larry Hagman
- Bill Murray
- Lee Majors
- Marlon Brando
- Johnny Cash
- Ed Begley Jr.
- Peter Falk
- Elizabeth Taylor
- Tom Baker
- Carole King
- Carly Simon
- Adam West
- Carl Sagan
- Don Johnson
- Gerald Ford
- Michael Landon
- Jack Nicholson
- Tom Cruise
- Goldie Hawn
- James Dean
- George Lazenby
- Lita Ford
- Casey Kasem
- Larry King
- Linda Hamilton
- Harrison Ford
- David Coleman
- Sigourney Weaver
- James Stewart
- Ann Wilson
- Burt Reynolds
- Dean Martin
- Victoria Principal
- Kirk Douglas
- Michael Douglas
- Lindsey Winger
- John Travolta
- Bobby Moore
- Michael J. Fox
- Christopher Reeve
- DeForest Kelley
- Leslie Nielsen
- Janis Joplin
- Dan Aykroyd
- Robert Redford
- Charlton Heston
- Paul Newman
- Diane Keaton
- Al Pacino
- Lucille Ball
- Donna Summer
- John F. Kennedy Jr.

Muchedumbre al final del video:
- Joan Rivers
- Juan Pablo II
- Ringo Starr
- Yoko Ono
- Clint Eastwood
- Michael Jackson
- Cyndi Lauper
- Barbra Streisand
- Madonna
- Jane Fonda
- Bette Midler
- Diana de Gales
- Dolly Parton
- Isabel II del Reino Unido
- Stephen King
- Mr. T
- Walter Matthau
- Paul McCartney
- Hulk Hogan
- Bill Cosby
- Sting
- Arnold Schwarzenegger
- Bob Geldof
- Faye Dunaway
- Cliff Richard
- Boy George
- Elton John
- Felipe de Edimburgo
- Freddie Mercury
- Popeye
- Stevie Wonder
- Godzilla
- Bryan Ferry
- Roger Daltrey
- Marshall Crenshaw
- Tito Puente
- Rodney Dangerfield
- Kim Wilde
- Angus Young

## Lista de canciones

#### 7": Virgin / GENS 3 (UK)
1. «Land of Confusion» – 4:45
2. «Feeding the Fire» – 5:54

#### 7": Atlantic / 7-89336 (US)
1. «Land Of Confusion» (Editada) - 4:45 (*)
2. «Land Of Confusion» (Versión del álbum) - 5:54

#### 12": Virgin / GENS 3-12 (UK)
1. «Land of Confusion» (Versión extendida) – 6:55 (*)
2. «Land of Confusion» – 4:45
3. «Feeding the Fire» – 5:54

#### 12": Atlantic / PR 968 (US)
1. «Land of Confusion» (Versión extendida) – 6:55 (*)
2. «Land of Confusion» – 4:45

(*) Versiones remixadas por John Potoker.

## Personal
- Phil Collins - voz, batería, percusión
- Tony Banks- teclados, coros, pedaleras
- Mike Rutherford- guitarra eléctrica, bajo

## Posicionamiento en listas
| Listas (1986-1987)                    | Máxima posición |
| ------------------------------------- | --------------- |
| Alemania (Offizielle Deutsche Charts) | 7               |
| Austria (Ö3 Austria Top 40)           | 7               |
| Bélgica (Flandes) (Ultratop 50)       | 14              |
| Canadá (RPM Top Singles)              | 8               |
| Estados Unidos (Billboard Hot 100)    | 4               |
| Estados Unidos (Mainstream Rock)      | 11              |
| Irlanda (IRMA)                        | 9               |
| Nueva Zelanda (Recorded Music NZ)     | 9               |
| Países Bajos (Mega Single Top 100)    | 10              |
| Reino Unido (UK Singles Chart)        | 14              |
| Suecia (Sverigetopplistan)            | 10              |
| Suiza (Schweizer Hitparade)           | 8               |

## Versión de Disturbed
Una versión de la canción fue realizada por la banda Disturbed en 2005, lanzada como el cuarto sencillo de su álbum Ten Thousand Fists. La canción se convirtió en el primer sencillo de la banda en liderar el Mainstream Rock Tracks de la revista Billboard, el 26 de octubre de 2005.

### Video musical
La canción fue acompañada por el video musical animado de Todd McFarlane, más conocido por su trabajo para la serie de cómics "Spawn". El video en sí es una secuela del video de Genesis, sin embargo, mientras Genesis utilizó las marionetas para hacer una parodia de la guerra fría y sus líderes, McFarlane utiliza imágenes oscuras y un ataque mucho más frontal a los líderes del G8.
McFarlane previamente había animado el video para canciones como "Freak on a Leash" del grupo Korn, y "Do the Evolution" de Pearl Jam, y este video de "Land of Confusion" tiene un estilo muy similar.

### Posicionamiento en listas
| Listas (2005)                           | Máxima posición |
| --------------------------------------- | --------------- |
| Estados Unidos (Bubbling Under Hot 100) | 5               |
| Estados Unidos (Mainstream Rock Tracks) | 1               |
| Estados Unidos (Modern Rock Tracks)     | 18              |
| Reino Unido (UK Singles Chart)          | 79              |

## Otras Versiones
La canción ha sido grabada como cóvers de diferentes artistas y con diferentes géneros musicales:
- El guitarrista de Genesis en los conciertos Daryl Stuermer regrabó la canción dándole una melodía jazz en su álbum Another Side of Genesis.
- Ha sido interpretada por el grupo de reggae, Fourth Dimension.
- El grupo electrónico Americano Interface ha hecho un cóver de la canción, interpretándola en concierto y grabándola en su álbum doble Machines Against Hunger.
- La banda de Heavy Metal In Flames también hizo un cóver de esta canción, la que se encuentra en su EP Trigger, publicado en 2003.
- En 2004, el grupo pop sueco Alcazar, lanzó un cóver parcial de la canción llamado "This is the World We Live in" (Este es el mundo en el que vivimos), lo cual es parte de la letra original de la canción.

### Sucesión en listas
| Anterior: «Through Glass» de Stone Sour | Mainstream Rock Tracks — Sencillo Nro 1 (Versión de Disturbed) 4 de noviembre de 2006 — 18 de noviembre de 2006 (3 semanas) | Siguiente: «The Pot» de Tool |